# Waldkrankenhaus Bad Düben
Koordinaten: 51° 35′ 53,3″ N, 12° 34′ 49″ O

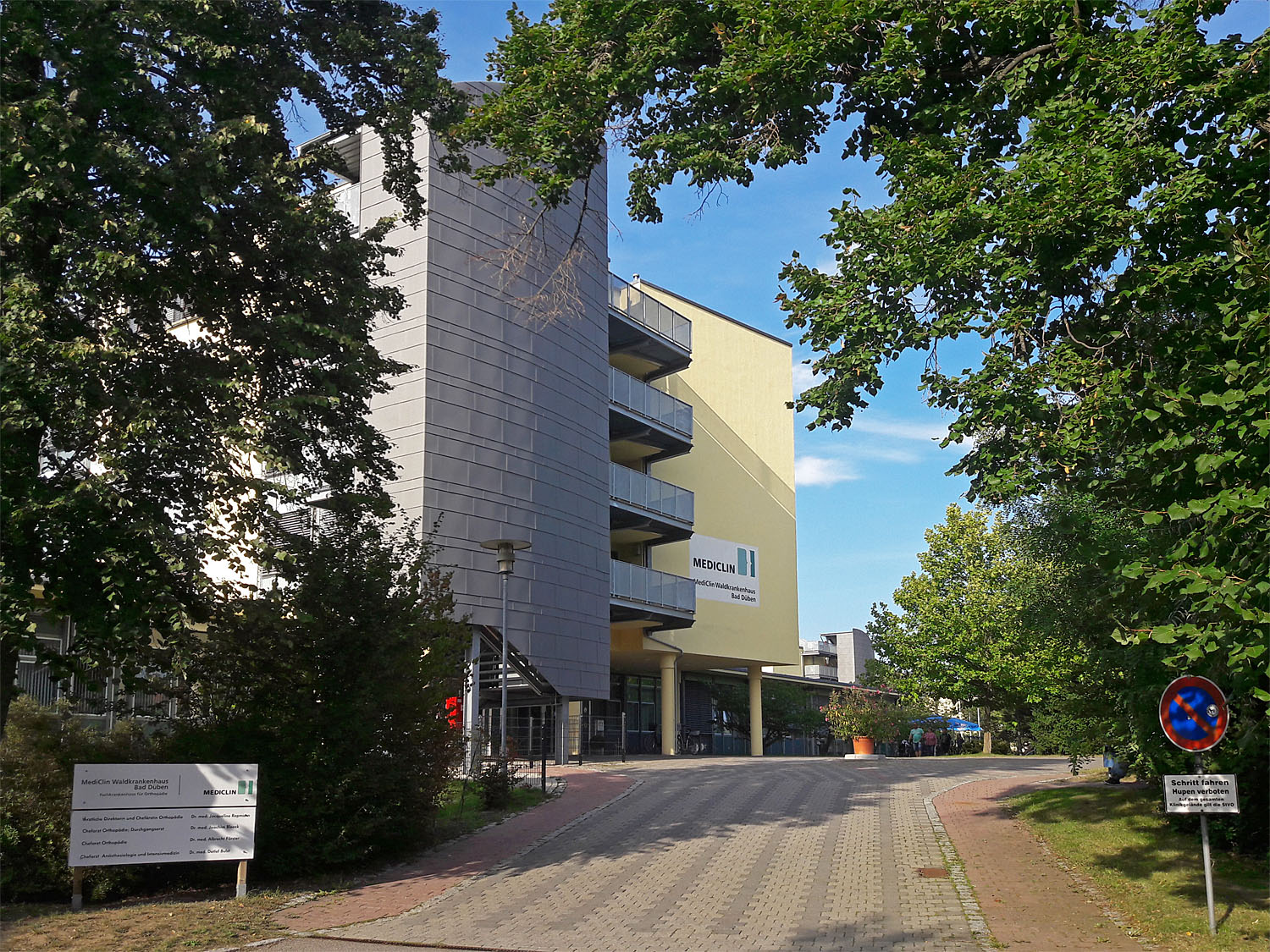
Waldkrankenhaus am Kurpark
Zufahrt (2017)

Das Waldkrankenhaus Bad Düben ist eine Spezialklinik für Orthopädie in Bad Düben mit angeschlossenem Rehazentrum, betrieben von der MediClin AG.

## Lage
Das Waldkrankenhaus Bad Düben liegt im Norden der Kurstadt Bad Düben (Sachsen) im Naturpark Dübener Heide.

## Geschichte
Eine Klinik mit Namen „Waldkrankenhaus“ existierte von 1943 bis 1995 bereits zu Zeiten des Deutschen Reiches und anschließend in der DDR und lag im Ortsteil Hammermühle. Ab 1995 folgte der Umzug in ein neues Gebäude, dem Fachkrankenhaus für Orthopädie am heutigen Standort direkt neben Rehazentrum und Kurpark.

### Waldkrankenhaus im Ortsteil Hammermühle (1943–1995)

#### Planung und Bauweise
Nachdem durch Bombenangriffe im Zweiten Weltkrieg Krankenhäuser in Großstädten Schaden erlitten oder durch Zerstörung ausfielen, begann 1942 der Bau sogenannter Ausweichkrankenhäuser für Bombengeschädigte. Vorgesehen waren Landschaften weitab von bombenangriffgefährdeten Städten. Zur Tarnung wurden mehrere miteinander verbundene Gebäude in möglichst großen Abständen zueinander auf weiträumigen Baugelände in niedriger Bauhöhe geplant. Der Ortsteil Hammermühle in Bad Düben (damals noch Düben) war dafür geeignet, da der Standort im Waldgebiet lag und daher von hohen Bäumen umgeben war. Die ca. 74.000 m² große Anlage, welche mit einer durchschnittlichen Bettenkapazität von 400 Betten geplant wurde, bestand aus halbrund angelegten Baubaracken, welche durch einen 350 Meter langen allgemeinen Verkehrsgang miteinander (Aufnahme, Verwaltung, Behandlungsräume, Stationen, Röntgen, OP, Küchentrakt, Handwerkerbereich) verbunden waren. Deutschlandweit gab es 23 solcher Krankenhäuser, davon 4 auf dem Gebiet der späteren DDR (Bad Saarow, Beelitz, Düben und Eisenberg). Konzipiert und inhaltlich geleitet wurden Objekte beim Generalkommissar für das Sanitäts- und Gesundheitswesen in Berlin-Hohengatow durch die Abteilung „Aktion Brandt“, benannt nach Karl Brandt, einem einstigen Leibarzt Hitlers. Die Bauausführung oblag im Auftrag der Obersten Reichsbehörde der Zentrale der Organisation Todt. Das Ausweichkrankenhaus für Bombengeschädigte der Städte Aachen, Köln und Leipzig mit einer Bettenkapazität von 400 Betten in Düben wurde im Sommer 1943 eröffnet. Die Namensgebung „Waldkrankenhaus“ kam jedoch erst später hinzu.

#### Allgemeines Krankenhaus (1943–1946)
Von der Eröffnung 1943 bis Juni 1946 existierte das Krankenhaus als Behelfseinrichtung. Im Juni 1946 erfolgte die Erklärung zu einem „Allgemeinen Krankenhaus mit chirurgischer und innerer Abteilung“, es gab auch eine gynäkologische Station mit Geburtshilfe. Bereits ab 1945 begann die Behandlung von Tuberkulosekranken. Ab Juni 1946 existierte der Name „Waldkrankenhaus“ offiziell.

#### Fachkrankenhaus für Lungenkrankheiten (1946–1971)
Ab 1946 erfolgten neben der stationären Behandlung auch erste ambulante Behandlungen im Kampf gegen die sich entwickelnde Volkskrankheit Tuberkulose. Das Waldkrankenhaus Düben wurde als Tb-Fürsorgestelle eingerichtet. Das Dübener Krankenhaus wurde zu einem Fachkrankenhaus entwickelt und zur Landes-Tbc-Heilstätte  für Sachsen-Anhalt erklärt. Trotz intensiver Behandlung (500 Betten, 180 Mitarbeiter) starben allein 1949 noch 138 Patienten an Tuberkulose. Die Krankheit konnte in nachfolgenden Jahren zurückgedrängt und dann als Volkskrankheit ausgemerzt werden. Der Name der Einrichtung lautete dann „Waldkrankenhaus Bad Düben – Heilstätte und Klinik für Lungenkrankheiten“.

#### Fachkrankenhaus für Orthopädie (1971–1995)
Die Orthopädie hielt 1971 mit der Eröffnung einer orthopädischen Abteilung Einzug im Waldkrankenhaus und 1975 wurde die Einrichtung zum „Fachkrankenhaus für Orthopädie“ erklärt. Seitdem genießt das Haus in ganz Deutschland einen sehr guten Ruf, viele namhafte Sportler haben sich hier operieren lassen. Im Jahr 1995 wurde der alte Standort in der Hammermühle geschlossen und das neu errichtete Waldkrankenhaus am Dübener Kurpark eröffnet.

#### Entwicklung des Grundstückes nach der Schließung (seit 1995)

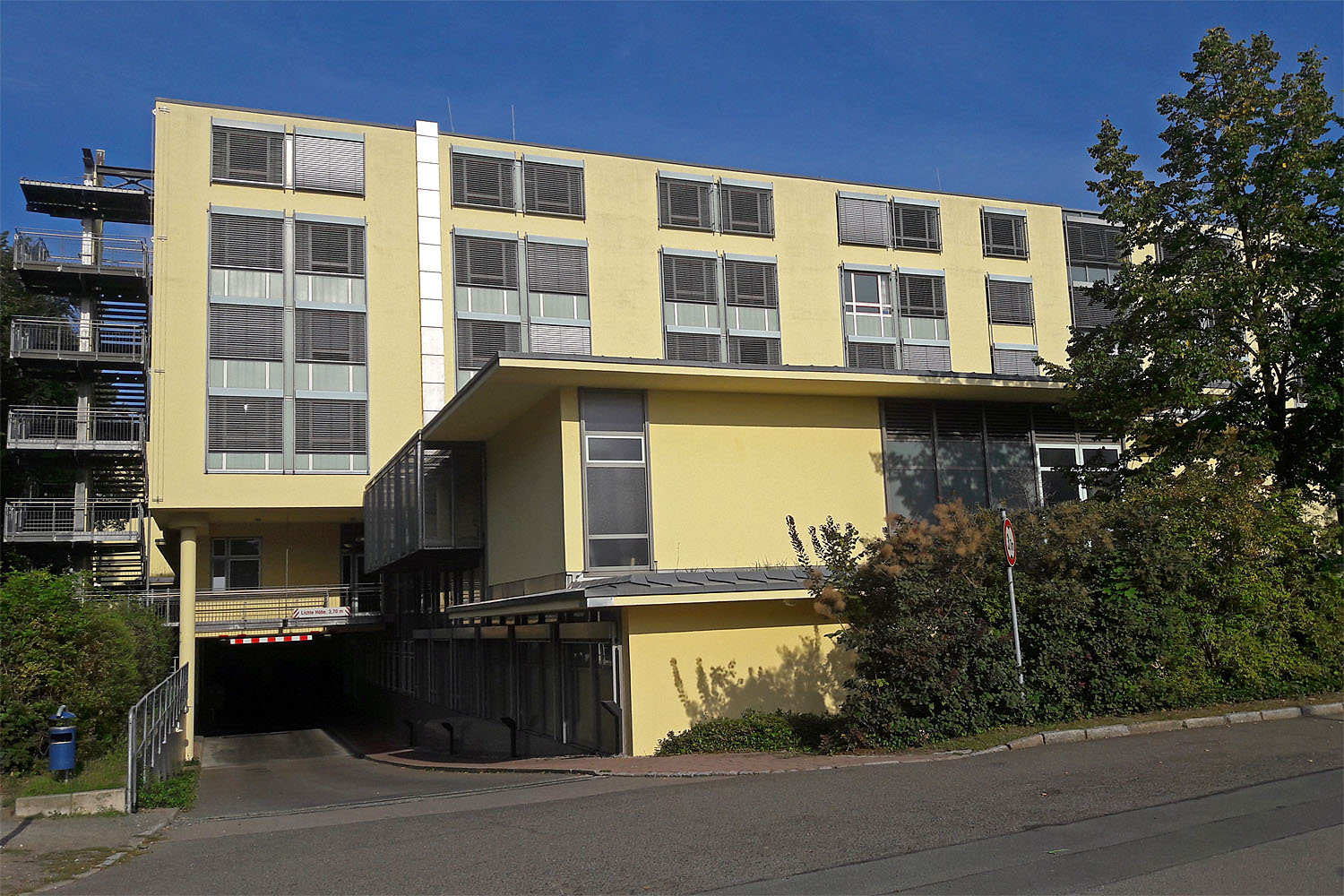
Waldkrankenhaus am Kurpark
Westseite mit OP-Trakt (2017)

Seit dem Umzug stehen die Gebäude leer und werden nach und nach abgerissen. Die Abriss- und Entsorgungskosten werden auf etwa 90.000 Euro geschätzt. Im Jahr 2008 wurde das Gelände für 15.000 Euro an die Ferienfreizeiten GmbH aus Dinslaken verkauft.
Ein Investor plante im Jahr 2011 entlang der Reinharzer Straße zwischen der Firma Neubert und der bestehenden einreihigen Wohnbebauung Flächen für eine Wohnbebauung zu schaffen. Das südliche Areal wurde von der Ferienfreizeiten GmbH aus Dinslaken an die Grundstück & Haus Winkler GmbH aus Mannheim verkauft. Zunächst kamen die Abrissarbeiten ins Stocken, da der Investor befürchtete, die Ruinen für viel Geld abzureißen und danach kein Baurecht zu bekommen. Im Jahr 2019 wurde schließlich der Bebauungsplan „Betriebsgelände der Neubert Orthopädie-Technik GmbH & Co KG und eine Teilfläche des ehemaligen Waldkrankenhauses“ beschlossen. Dieser sieht die Bebauung entlang der Reinharzer Straße mit 9 Eigenheimen von je rund 850 m² vor. Im Sommer 2021 begann der Bau der ersten Eigenheime.
Das restliche, größere Areal mit einer Fläche von ca. 65.000 m² wurde von der Ferienfreizeiten GmbH aus Dinslaken an die Duisburger Schrott und Metallgroßhandels GmbH aus Duisburg zu einem Kaufpreis von 420.000 Euro verkauft. Das Duisburger Unternehmen, welches heute den Namen Ost-West Bau und Grund Immobilien GmbH trägt, möchte auch hier eine Wohnbebauung für bis zu 50 Wohngrundstücke ermöglichen, hierzu bedarf es jedoch noch eines Bebauungsplans. Am 7. August 2021 gab es hierzu eine Informationsveranstaltung vor Ort. In einem MDR-Beitrag äußerte die Stadt noch Bedenken gegen die Bebauung, da sich die Versickerung des Regenwassers als Problem herausstellen könnte. Nach Aussage des Investors soll durch das neue Wohngebiet jedoch nicht mehr Fläche versiegelt werden, als es bereits durch die bestehenden Altbauruinen der Fall ist.

### Waldkrankenhaus am Kurpark (seit 1995)
Nach dem Neubau der Klinik mit angeschlossenem Rehazentrum erfolgte im Jahr 1995 der Umzug vom Ortsteil Hammermühle in das Stadtgebiet am Kurpark.

#### Spezialklinik für Orthopädie (seit 1995)
Der Betreiber MediClin AG führt die Klinik seitdem als Spezialklinik für Orthopädie und hat sich neben der Behandlung sämtlicher orthopädischer Krankheitsbilder auf die Bereiche Traumatologie, Handchirurgie und Rheumatologie spezialisiert. Seit 1994 wird die Wirbelsäulenchirurgie durchgeführt. Zukünftig soll sich das Waldkrankenhaus zum Endprothesenzentrum entwickeln. In der orthopädischen Fachklinik wurden zahlreiche Sportler behandelt, darunter über 250 Europameister, 150 Weltmeister und Olympiasieger. Unter den Patienten waren zum Beispiel Deutschlands erfolgreichste Eiskunstläuferin Katharina Witt oder Maxi Gnauck, die Olympiasiegerin und mehrfache Welt- und Europameisterin im Kunstturnen.

## Zahlen und Fakten
- MediClin ist seit dem Jahr 2000 eine Aktiengesellschaft und gehört seit 2011 zu 52,73 % dem Konzern Asklepios und zu 35 % der Ergo-Gruppe.[9]
- Seit 1973 wurden im Waldkrankenhaus über 30.000 Prothesen verarbeitet, bei ca. 10 % aller Fälle kommt es aufgrund von Verschleiß nach vielen Jahren zu Wechseloperationen.[9]
- Jährlich werden etwa 4.500 Operationen und ca. 12.000 ambulante Behandlungen im Waldkrankenhaus durchgeführt.[9]
- Das Waldkrankenhaus ist mit 135 Betten auf 3 Stationen sowie mit 4 Operationssälen und einer großen Röntgenabteilung ausgestattet.[9]
- Im Jahr 2013 beschäftigte das Waldkrankenhaus 188 Mitarbeiter, davon 27 Ärzte und Fachärzte.[9]
- Im Geschäftsjahr 2012 wurden 16 Mio. Euro erwirtschaftet, rund 10 % davon flossen als Investitionen z. B. für neue medizinische Geräte in das Waldkrankenhaus.[9]

## Persönlichkeiten

### Chefärzte
| Name                 | Funktion                                                      | Zeitraum                                |
| -------------------- | ------------------------------------------------------------- | --------------------------------------- |
| Dieter Jungmichel    | Chefarzt der Orthopädischen Abteilung                         | 1. September 1972 bis 31. Dezember 1998 |
| Christian Melzer     | Chefarzt des Waldkrankenhauses                                | 1. Januar 1999 bis 31. August 2015      |
| Albrecht Förster     | Chefarzt Zentrum für Spezielle Gelenkerkrankungen             | 1995 bis 29. März 2018                  |
| Jacqueline Repmann   | Chefärztin Zentrum für Endoprothetik und Ärztliche Direktorin | seit 1. September 2015                  |
| Maidatschewski       | Chefarzt der Klinik für Anästhesiologie und Intensivmedizin   |                                         |
| Jens Hero Schumacher | Chefarzt für Geriatrie und Alterstraumatologie                |                                         |
| Caroline Renner      | Chefärztin Neurologische Frührehabilitation Phase B           |                                         |